# Coelemu
Coelemu – miasto w Chile, w regionie Ñuble, w prowincji Itata.